# Direct Action Everywhere

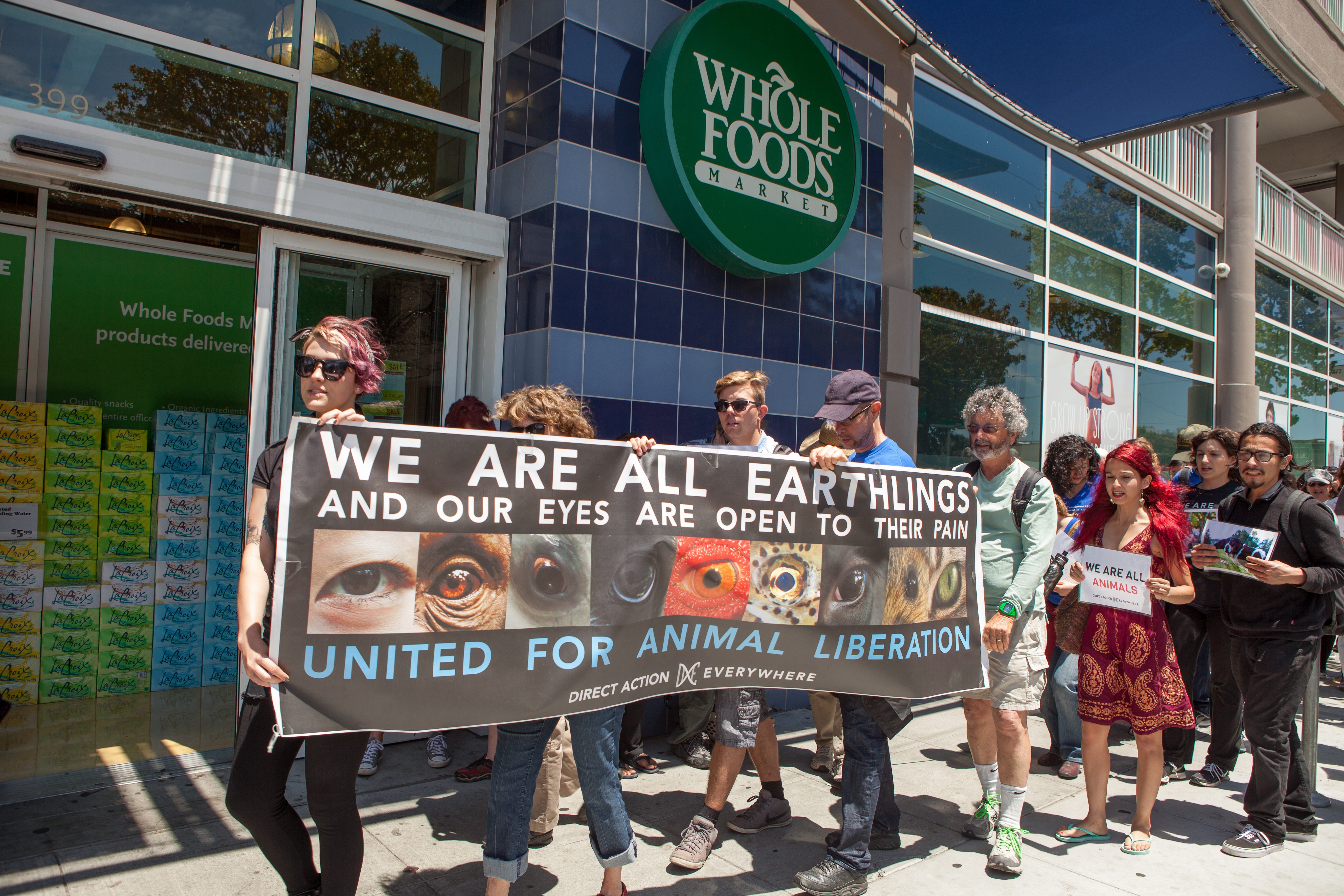
Protestaktion, 2015

Direct Action Everywhere, kurz DxE, ist eine internationale Graswurzelbewegung von Tierrechtsaktivisten, die im Jahr 2013 in der San Francisco Bay Area gegründet wurde. DxE setzt auf Protestaktionen und gewaltfreie direkte Aktionen, wie beispielsweise die offene Rettung von Tieren aus Betrieben der Massentierhaltung. Ihr Ziel ist es, den Status von Tieren als Ware zu beenden.